# Terreur sur la ligne (film, 1979)
Pour le remake de 2006, voir Terreur sur la ligne.
Pour plus de détails, voir Fiche technique et Distribution.
Terreur sur la ligne (When a Stranger Calls) est un film américain réalisé par Fred Walton, sorti en 1979. Il a donné lieu à un remake, mis en scène par Simon West et sorti en 2006.

## Synopsis
Au cours d'une soirée où elle garde les enfants d’un couple marié, une gardienne d'enfants se fait harceler au téléphone par un inconnu qui lui pose systématiquement la même question : « êtes-vous allée voir les enfants ? ». De plus en plus inquiète à mesure que les appels se succèdent, la jeune femme décide de contacter la police. Finalement tous croient à un mauvais canular, jusqu'au moment où la police découvre que l'appel vient de la maison même… Les années passent et la jeune fille s'est mariée et devenue mère de famille. Un soir le couple fait garder les enfants pour aller au restaurant. Pendant le repas, un appel téléphonique est destiné au couple. La mère prend l'appel et entend…  ''Êtes-vous allée voir les enfants ?''. C'est alors que le cauchemar recommence.

## Fiche technique
- Titre : Terreur sur la ligne
- Titre original : When a Stranger Calls
- Réalisation : Fred Walton
- Scénario : Steve Feke et Fred Walton
- Musique : Dana Kaproff
- Photographie : Donald Peterman
- Montage : Sam Vitale
- Production : Doug Chapin et Steve Feke
- Société de production : Melvin Simon Productions
- Société de distribution : Columbia Pictures
- Pays :  États-Unis
- Langue : Anglais
- Format : Couleur - Mono - 35 mm - 1.85:1
- Genre : Thriller, horreur
- Budget : 1,5 million $[1]
- Durée : 97 min
- Dates de sortie :
  - États-Unis : 28 septembre 1979
  - France : 16 avril 1980
- Interdit aux moins de 12 ans lors de sa sortie en salles en France[2]
- Affiche : Jouineau Bourduge (France)

## Distribution
- Charles Durning (VF : Jacques Dynam) : John Clifford
- Tony Beckley (en) (VF : André Oumansky) : Curt Duncan
- Carol Kane (VF : Jackie Berger) : Jill Johnson
- Colleen Dewhurst (VF : Nathalie Nerval) : Tracy Fuller
- Ron O’Neal (VF : Sady Rebbot) : Le lieutenant Charlie Garber
- Rachel Roberts (VF : Julia Dancourt) : Dr. Monk
- Steven Anderson (VF : François Leccia) : Stephen Lockart
- Runtanya Alda (VF : Monique Morisi) : Mme Mandrakis
- Carmen Argenziano (VF : Daniel Gall) : Dr. Mandrakis
- Wally Taylor (VF : Georges Atlas) : le clochard
- Sara Damman (VF : Amélie Morin) : Bianca Lockart
- Richard Bail : Stevie Lockart
- Joseph Reale (VF : Roger Lumont) : le barman
- Michael Champion (VF : Jacques Richard) : Bill
- Lenora May (VF : Françoise Dasque) : Sharon

## Box office et remake
Malgré son petit budget (1 500 000 $, soit tout juste plus de quatre fois plus que le budget de l’indépendant Halloween, sorti un an plus tôt), le film a connu un grand succès aux États-Unis, rapportant 21 411 158 $. En France, le film est resté près d'un mois dans le top 30 hebdomadaire, en ayant totalisé 118 115 entrées.
Le film possède une suite du même réalisateur sorti en 1993, When a Stranger Calls Back (en).
Réalisé vingt-sept ans après l’original, le remake de Terreur sur la ligne n’a pas connu le succès escompté en France, réalisant seulement 60 000 entrées. En revanche, il a largement été rentabilisé aux États-Unis (48 millions de $ de recette), et plus encore à l’international (67 millions de $).

## Accueil critique
Succès commercial, Terreur sur la ligne n’a pas reçu toutes les faveurs de la part des journalistes. Sur le site américain Rotten Tomatoes, le film ne recueille effectivement que 40 % de critiques favorables, pour une évaluation moyenne de 5.3/10. Sur l’IMDb, les internautes se sont montrés plus indulgents, attribuant au film une note moyenne de 6.4/10 (sur la base de 37 revues), alors que le site Allociné affiche une moyenne similaire : 3.2/5, sur la base de 23 critiques.
Globalement, les spectateurs ont loué la qualité de la séquence d’ouverture, considérée comme une véritable scène d’anthologie dans l’univers des films d’horreur. Un grand nombre s’accordent également pour affirmer que le reste du long-métrage s’apparente plus à un thriller classique qu’à un véritable film d’épouvante. Le site spécialisé horreur.com, par exemple, évoque une « scène initiale éprouvante et stressante […] suivie d’une banale intrigue policière.». Le succès de Terreur sur la ligne devrait ainsi beaucoup à cette fameuse scène, la seule (avec la séquence finale) véritablement en rapport avec le titre du film et son genre : l’horreur.

## Autour du film
- L’acteur Tony Beckley, qui interprète le rôle de Curt Duncan, était sérieusement malade au cours du tournage. Il est mort d’un cancer le 19 avril 1980 soit trois jours après la sortie du film en France.
- Rachel Roberts meurt huit mois plus tard par suicide.
- Interdit aux moins de douze ans dans l’Hexagone, Terreur sur la ligne l’a été aux moins de seize ans en Islande, en Allemagne et en Finlande. En Norvège, il fut interdit aux moins de dix-huit ans.
- Black Christmas est le premier film d'horreur où le téléphone est utilisé comme un élément clé du scénario. Le psychopathe harcèle ses victimes au téléphone avant de passer à l'acte. L'idée d'un tueur qui passe ses appels depuis l'habitation même de ses victimes fut reprise par Fred Walton dans Terreur sur la ligne. D’autres longs-métrages reprendront le concept par la suite, parmi lesquels Scream.